# Surudi milli
Surudi milli est l'hymne national du Tadjikistan, officiellement adopté en 1994. Les paroles ont été écrites par Gulnazar Keldi et la musique, la même que l'hymne de la République socialiste soviétique du Tadjikistan, composée par Suleiman Yudakov.

## Paroles
| Paroles en tadjik | Traduction française | |
| --- | --- | --- |
| \| Écriture cyrillique \| Écriture latine \| Transcription API \| \| ---------------------------------------------------------------------------------------------------------------------------------------------------------------------------------------------------------------------------------------------------------------------------------------------------------------------------------------------------------------------------------------------------------------------------------------------------------------------------------------------------------------------------------------------------------------------------------------------------- \| ------------------------------------------------------------------------------------------------------------------------------------------------------------------------------------------------------------------------------------------------------------------------------------------------------------------------------------------------------------------------------------------------------------------------------------------------------------------------------------------------------------------------------------------------------------------------------------------------ \| ------------------------------------------------------------------------------------------------------------------------------------------------------------------------------------------------------------------------------------------------------------------------------------------------------------------------------------------------------------------------------------------------------------------------------------------------------------------------------------------------------------------------------------------------------------------------------------------------------------------------------------------------------------------------------------------------------------------------------------------------------------------------------------------------------------------------------------------------------------------------------------------------------------------------------------------------------------------------------------------------------------- \| \| Диёри арҷманди мо, Ба бахти мо сари азизи ту баланд бод, Саодати ту, давлати ту бегазанд бод. Зи дурии замонаҳо расидаем, Ба зери парчами ту саф кашидаем, кашидаем. Тарҷеъбанд: Зинда бош, эй Ватан, Тоҷикистони озоди ман! Барои ному нанги мо Ту аз умеди рафтагони мо нишонаӣ, Ту баҳри ворисон ҷаҳони ҷовидонаӣ, Хазон намерасад ба навбаҳори ту, Ки мазраи вафо бувад канори ту, канори ту. Тарҷеъбанд Ту модари ягонаӣ, Бақои ту бувад бақои хонадони мо, Мароми ту бувад мароми ҷисму ҷони мо, Зи ту саодати абад насиби мост, Ту ҳастиву ҳама ҷаҳон ҳабиби мост, ҳабиби мост. Тарҷеъбанд[2] \| Diyori arcmandi mo, Ba baxti mo sari azizi tu baland bod, Saodati tu, davlati tu begazand bod. Zi durii zamonaho rasidaem, Ba zeri parçami tu saf kaşidaem, kaşidaem. Tarceband: Zinda boş, ey Vatan, Tocikistoni ozodi man! Baroi nomu nangi mo Tu az umedi raftagoni mo nişonaî, Tu bahri vorison cahoni covidonaî, Xazon namerasad ba navbahori tu, Ki mazrai vafo buvad kanori tu, kanori tu. Tarceband Tu modari yagonaî, Baqoi tu buvad baqoi xonadoni mo, Maromi tu buvad maromi cismu coni mo, Zi tu saodati abad nasibi most, Tu hastivu hama cahon habibi most, habibi most. Tarceband \| [dɪ.ˈjɔː.ɾɪ ɐɹd͡ʒ(ʊ).ˈman.dɪ mɔː ǀ] [ba ˈbaχ.tʰɪ mɔː ˈsa.ɾɪ ʔɐ.ˈziː.zɪ tʰuː bɐ.ˈland bɔːd ǀ] [sɐ.ʔɔː.ˈda.tʰɪ tʰuː dɐʋ.ˈla.tʰɪ tʰuː be.gɐ.ˈzand bɔːd ‖] [zɪ duː.ˈɾɪ.(j)ɪ zɐ.mɔː.nɐ.ˈhɔː rɐ.siː.ˈda.(j)em ǀ] [ba ˈze.ɾɪ pʰɐɹ.ˈt͡ʃʰa.mɪ tʰuː saf kʰɐ.ʃiː.ˈda.(j)em ǀ kʰɐ.ʃiː.ˈda.(j)em ‖] [tʰɐr.d͡ʒeʔ.ˈband] [zɪn.ˈda bɔːʃ ej ʋɐ.ˈtʰan ǀ] [tʰɔː.d͡ʒiː.kʰɪs.ˈtʰɔː.nɪ ɔː.ˈzɔː.dɪ man ‖] [bɐ.ˈɾɔː.jɪ ˈnɔː.m‿ʊ ˈnaŋ.gɪ mɔː ǀ] [tʰuː az ʊ.ˈme.dɪ rɐf.tʰɐ.ˈgɔː.nɪ mɔː nɪ.ʃɔː.ˈnɐ.(j)iː ǀ] [tʰuː ˈbɐh.ɾɪ ʋɔː.ɾɪ.ˈsɔːn d͡ʒɐ.ˈhɔː.nɪ d͡ʒɔː.ʋɪ.dɔː.ˈnɐ.(j)iː ǀ] [χɐ.ˈzɔːn nɐ.me.ɾɐ.ˈsad ba nɐβ.bɐ.ˈhɔː.ɾɪ tʰuː ǀ] [kʰɪ mɐz.ˈɾa.ʔɪ ʋɐ.ˈfɔː bʊ.ˈʋad kʰɐ.ˈnɔː.ɾɪ tʰuː ǀ kʰɐ.ˈnɔː.ɾɪ tʰuː ‖] [tʰɐr.d͡ʒeʔ.ˈband] [tʰuː mɔː.ˈda.ɾɪ jɐ.gɔː.ˈna.(j)iː ǀ] [bɐ.ˈqʰɔː.(j)ɪ tʰuː bʊ.ˈʋad bɐ.ˈqʰɔː.(j)ɪ χɔː.nɐ.ˈdɔː.nɪ mɔː ǀ] [mɐ.ˈɾɔː.mɪ tʰuː bʊ.ˈʋad mɐ.ˈɾɔː.mɪ ˈd͡ʒɪs.m‿ʊ ˈd͡ʒɔː.nɪ mɔː ǀ] [zɪ tʰuː sɐ.ʔɔː.ˈda.tʰɪ ɐ.ˈbad nɐ.ˈsiː.bɪ mɔːstʰ ǀ] [tʰuː hɐs.ˈtʰɪ.ʋ‿ʊ hɐ.ˈma d͡ʒɐ.ˈhɔːn hɐ.ˈbiː.bɪ mɔːstʰ ǀ hɐ.ˈbiː.bɪ mɔːstʰ ‖] [tʰɐr.d͡ʒeʔ.ˈband] \| | Notre pays bien-aimé, Nous sommes heureux de voir ta fierté. Que ton bonheur et ta prospérité soient éternels. Nous sommes venus de loin, Nous sommes sous ton drapeau, sous ton drapeau. Refrain : Vive ma patrie, Mon Tadjikistan libre ! Tu es le symbole maternel Tu es le symbole de notre honneur et dignité, Tu es un monde éternel pour tes fils, Ton foyer ne s'éteindra jamais, Nous te resterons à jamais fidèles, fidèles à toi. Refrain Tu es une mère pour nous tous, Ton avenir est notre avenir, Ton sens est le sens de nos âmes et corps, Tu nous donnes le bonheur pour toujours, Grâce à toi, nous aimons le monde, nous aimons le monde. Refrain | |
| Écriture cyrillique | Écriture latine | Transcription API |
| Диёри арҷманди мо, Ба бахти мо сари азизи ту баланд бод, Саодати ту, давлати ту бегазанд бод. Зи дурии замонаҳо расидаем, Ба зери парчами ту саф кашидаем, кашидаем. Тарҷеъбанд: Зинда бош, эй Ватан, Тоҷикистони озоди ман! Барои ному нанги мо Ту аз умеди рафтагони мо нишонаӣ, Ту баҳри ворисон ҷаҳони ҷовидонаӣ, Хазон намерасад ба навбаҳори ту, Ки мазраи вафо бувад канори ту, канори ту. Тарҷеъбанд Ту модари ягонаӣ, Бақои ту бувад бақои хонадони мо, Мароми ту бувад мароми ҷисму ҷони мо, Зи ту саодати абад насиби мост, Ту ҳастиву ҳама ҷаҳон ҳабиби мост, ҳабиби мост. Тарҷеъбанд | Diyori arcmandi mo, Ba baxti mo sari azizi tu baland bod, Saodati tu, davlati tu begazand bod. Zi durii zamonaho rasidaem, Ba zeri parçami tu saf kaşidaem, kaşidaem. Tarceband: Zinda boş, ey Vatan, Tocikistoni ozodi man! Baroi nomu nangi mo Tu az umedi raftagoni mo nişonaî, Tu bahri vorison cahoni covidonaî, Xazon namerasad ba navbahori tu, Ki mazrai vafo buvad kanori tu, kanori tu. Tarceband Tu modari yagonaî, Baqoi tu buvad baqoi xonadoni mo, Maromi tu buvad maromi cismu coni mo, Zi tu saodati abad nasibi most, Tu hastivu hama cahon habibi most, habibi most. Tarceband                                                                      | [dɪ.ˈjɔː.ɾɪ ɐɹd͡ʒ(ʊ).ˈman.dɪ mɔː ǀ] [ba ˈbaχ.tʰɪ mɔː ˈsa.ɾɪ ʔɐ.ˈziː.zɪ tʰuː bɐ.ˈland bɔːd ǀ] [sɐ.ʔɔː.ˈda.tʰɪ tʰuː dɐʋ.ˈla.tʰɪ tʰuː be.gɐ.ˈzand bɔːd ‖] [zɪ duː.ˈɾɪ.(j)ɪ zɐ.mɔː.nɐ.ˈhɔː rɐ.siː.ˈda.(j)em ǀ] [ba ˈze.ɾɪ pʰɐɹ.ˈt͡ʃʰa.mɪ tʰuː saf kʰɐ.ʃiː.ˈda.(j)em ǀ kʰɐ.ʃiː.ˈda.(j)em ‖] [tʰɐr.d͡ʒeʔ.ˈband] [zɪn.ˈda bɔːʃ ej ʋɐ.ˈtʰan ǀ] [tʰɔː.d͡ʒiː.kʰɪs.ˈtʰɔː.nɪ ɔː.ˈzɔː.dɪ man ‖] [bɐ.ˈɾɔː.jɪ ˈnɔː.m‿ʊ ˈnaŋ.gɪ mɔː ǀ] [tʰuː az ʊ.ˈme.dɪ rɐf.tʰɐ.ˈgɔː.nɪ mɔː nɪ.ʃɔː.ˈnɐ.(j)iː ǀ] [tʰuː ˈbɐh.ɾɪ ʋɔː.ɾɪ.ˈsɔːn d͡ʒɐ.ˈhɔː.nɪ d͡ʒɔː.ʋɪ.dɔː.ˈnɐ.(j)iː ǀ] [χɐ.ˈzɔːn nɐ.me.ɾɐ.ˈsad ba nɐβ.bɐ.ˈhɔː.ɾɪ tʰuː ǀ] [kʰɪ mɐz.ˈɾa.ʔɪ ʋɐ.ˈfɔː bʊ.ˈʋad kʰɐ.ˈnɔː.ɾɪ tʰuː ǀ kʰɐ.ˈnɔː.ɾɪ tʰuː ‖] [tʰɐr.d͡ʒeʔ.ˈband] [tʰuː mɔː.ˈda.ɾɪ jɐ.gɔː.ˈna.(j)iː ǀ] [bɐ.ˈqʰɔː.(j)ɪ tʰuː bʊ.ˈʋad bɐ.ˈqʰɔː.(j)ɪ χɔː.nɐ.ˈdɔː.nɪ mɔː ǀ] [mɐ.ˈɾɔː.mɪ tʰuː bʊ.ˈʋad mɐ.ˈɾɔː.mɪ ˈd͡ʒɪs.m‿ʊ ˈd͡ʒɔː.nɪ mɔː ǀ] [zɪ tʰuː sɐ.ʔɔː.ˈda.tʰɪ ɐ.ˈbad nɐ.ˈsiː.bɪ mɔːstʰ ǀ] [tʰuː hɐs.ˈtʰɪ.ʋ‿ʊ hɐ.ˈma d͡ʒɐ.ˈhɔːn hɐ.ˈbiː.bɪ mɔːstʰ ǀ hɐ.ˈbiː.bɪ mɔːstʰ ‖] [tʰɐr.d͡ʒeʔ.ˈband] |